# Белозерский сельсовет (Курганская область)
Белозерский сельсовет — упразднённые административно-территориальная единица и муниципальное образование (сельское поселение) в Белозерском районе Курганской области.
Административный центр — село Белозерское.
9 января 2022 года сельсовет был упразднён в связи с преобразованием муниципального района в муниципальный округ.

## История
Образован в 1919 году в Белозерской волости Курганского уезда.
Постановлениями ВЦИК от 3 и 12 ноября 1923 года в составе Курганского округа Уральской области РСФСР образован Белозерский район, который 17 января 1934 года включён в состав Челябинской области, а 6 февраля 1943 года в состав Курганской области.
14 июня 1954 года Белозерский сельсовет объединён с упразднённым Куликовским сельсоветом.
1 февраля 1963 года Белозерский район упразднён, Белозерский сельсовет включён в состав Каргапольского сельского района.
3 марта 1964 года Белозерский сельсовет включён в состав Кетовского сельского района.
1 февраля 1965 года вновь образован Белозерский район.

## Население
| 1926  | 1989  | 2002  | 2004  | 2010  | 2012  | 2013  |
| ----- | ----- | ----- | ----- | ----- | ----- | ----- |
| 2362  | ↗6207 | ↘5923 | ↗6121 | ↘5310 | ↘5172 | ↘5089 |
| 2014  | 2015  | 2016  | 2017  | 2018  | 2019  | 2020  |
| ↘4971 | ↘4907 | ↘4895 | ↗4935 | ↗4963 | ↗4998 | ↘4993 |
| 2021  |       |       |       |       |       |       |
| ↘4724 |       |       |       |       |       |       |

## Состав сельского поселения
| № | Населённый пункт | Тип населённого пункта       | Население |
| - | ---------------- | ---------------------------- | --------- |
| 1 | Белозерское      | село, административный центр | ↘3769     |
| 2 | Доможирова       | деревня                      | ↘122      |
| 3 | Корюкина         | деревня                      | ↘772      |
| 4 | Куликово         | деревня                      | ↘275      |

## Местное самоуправление
Администрация сельсовета
641366, Курганская область, Белозерский район, с.Белозерское, ул. Советская, 30.